# 徒单贞
徒单贞（？—1182年），女真名特思，忒黑辟剌人，徒单婆卢火的儿子，金朝大臣。
徒单贞娶完颜宗干的女儿、完颜亮的姐姐（即梁国公主）为妻。皇统九年（1149年），参与杀害金熙宗，完颜亮登基，授左卫将军、驸马都尉、左副点检。封王，世袭猛安。正隆末年，以御史大夫加元帅左监军伐南宋。金世宗即位，徒单贞任太原尹。他的女儿徒单氏为皇太子完颜允恭的太子妃，转任咸平尹，以贪赃枉法降职为博州防御使。大定二十二年（1182年），以杀害金熙宗之罪被杀。金章宗即位，赠外祖父徒单贞为太师，封广平郡王，谥号庄简。

## 延伸阅读
[在维基数据编辑]
 《金史·卷132》，出自脱脱《遼史》